# 彼得斯敦 (伊利諾伊州)
彼得斯敦（英語：Peterstown）是位於美國伊利諾伊州拉薩爾縣的一個非建制地區。該地的面積和人口皆未知。

## 地理
彼得斯敦的座標為41°29′53″N 89°08′48″W / 41.49806°N 89.14667°W，而該地的平均海拔高度為216米（即709英尺）。